# Norops nebulosus
Norops nebulosus är en ödleart som beskrevs av  Wiegmann 1834. Norops nebulosus ingår i släktet Norops och familjen Polychrotidae. IUCN kategoriserar arten globalt som livskraftig. Inga underarter finns listade i Catalogue of Life.